# Neon nellii
Neon nellii är en spindelart som beskrevs av Peckham, Peckham 1888 [1889. Neon nellii ingår i släktet Neon och familjen hoppspindlar. Inga underarter finns listade i Catalogue of Life.